# 塩谷正路
塩谷正路（しおのや まさみち）は、江戸時代後期の旗本。塩谷義通流塩谷氏八代目。

## 生涯

### 生い立ち
日田の名代官塩谷大四郎として知られる塩谷正義の嫡男として丹後国久美浜で生まれる。久美浜で生まれたのは、当時、父の正義が久美浜の天領代官に任じられていたためだった。文化9年（1812年）の12歳まで久美浜で育ち、正義が大坂代官に任地替えとなると大坂谷町に移り住んだ。文化13年（1816年）に正義が日田の代官に任命されると、正義は、日田が九州という遠方であったため、これから幕府に仕官する正路の事を考え、日田には単身で赴任する事にし、正路は母ら家族と共に江戸の役宅に戻った。

### 幕府仕官
正路が、いつ元服し、婚姻したかについて具体的な年月日は不明だが、江戸に戻る前後に元服し、仕官する前に妻を迎えている。文政6年（1823年）10月、23歳の時に正路は幕府に仕官しているが、この3ヶ月前に若くして正路は妻を亡くしている。正路は、10月に仕官し、翌月の11月7日小姓組岡部左京組の配下に属し、両番（小姓組と書院番）入りしている。この岡部左京は、正路の祖先である塩谷氏がかつて支配した下野国塩谷郡の後岡村、安沢村、中村を知行地とする旗本であった。その2年後の文政8年（1825年）12月7日には、その才覚が認められ小納戸役に任命され、まだ生まれて1年（2歳）ほどしか経っていない第12代将軍徳川家慶の四男政之助（のちの第13代徳川家定）附として布衣の着用を許され、禄高500石を受ける身となり出世した。

### 塩谷氏家督継承後
天保7年（1836年）9月8日、父の正義が亡くなると塩谷氏の家督を継ぐ。弘化3年（1846年）4月、先祖の塩谷氏の菩提寺である長興寺に墓参するため下野国塩谷郡にまで赴き、先祖の供養料として祠堂金16両を寄進している。さらに嘉永4年（1851年）、正路は大夫となり豊後守に任官され、西の丸小納戸役頭取格に任命され、禄高も1500石まで上った。祖先が下野国塩谷郡にあった頃、塩谷義通流塩谷氏の初代である義通の領地が1000石であった事を考えると、それを上回る禄高を得た事になる。そして安政5年（1858年）6月、この年の10月に第14代将軍となる徳川家茂が徳川家定の世子となると、その家茂附となり、さらに嫡男の正是も小納戸役に任命されている。安政7年（1860年）正月、将軍となった家茂より、その功績を称えられ呉服を賜り、文久3年（1863年）3月、家茂が徳川将軍として230年ぶりに上洛した時には、嫡子正是がそのお供を命じられている。

### 晩年
元治元年（1864年）、64歳になった正路は、幕府に隠居願を出して認められ、幕府は黄金2枚、時服2枚を正路に与え、家督を嫡男の正是に譲り隠居した。その後、正路は、幕府が倒れた後も生き、明治7年（1874年）、74歳で没した。

## 参考資料
- 『ふるさと矢板 第七号』（矢板市文化財愛護協会 平成三年七月）
- 『ふるさと矢板 第八号』（矢板市文化財愛護協会 平成四年五月）
- 『ふるさと矢板 第九号』（矢板市文化財愛護協会 平成五年五月）